# همدردی

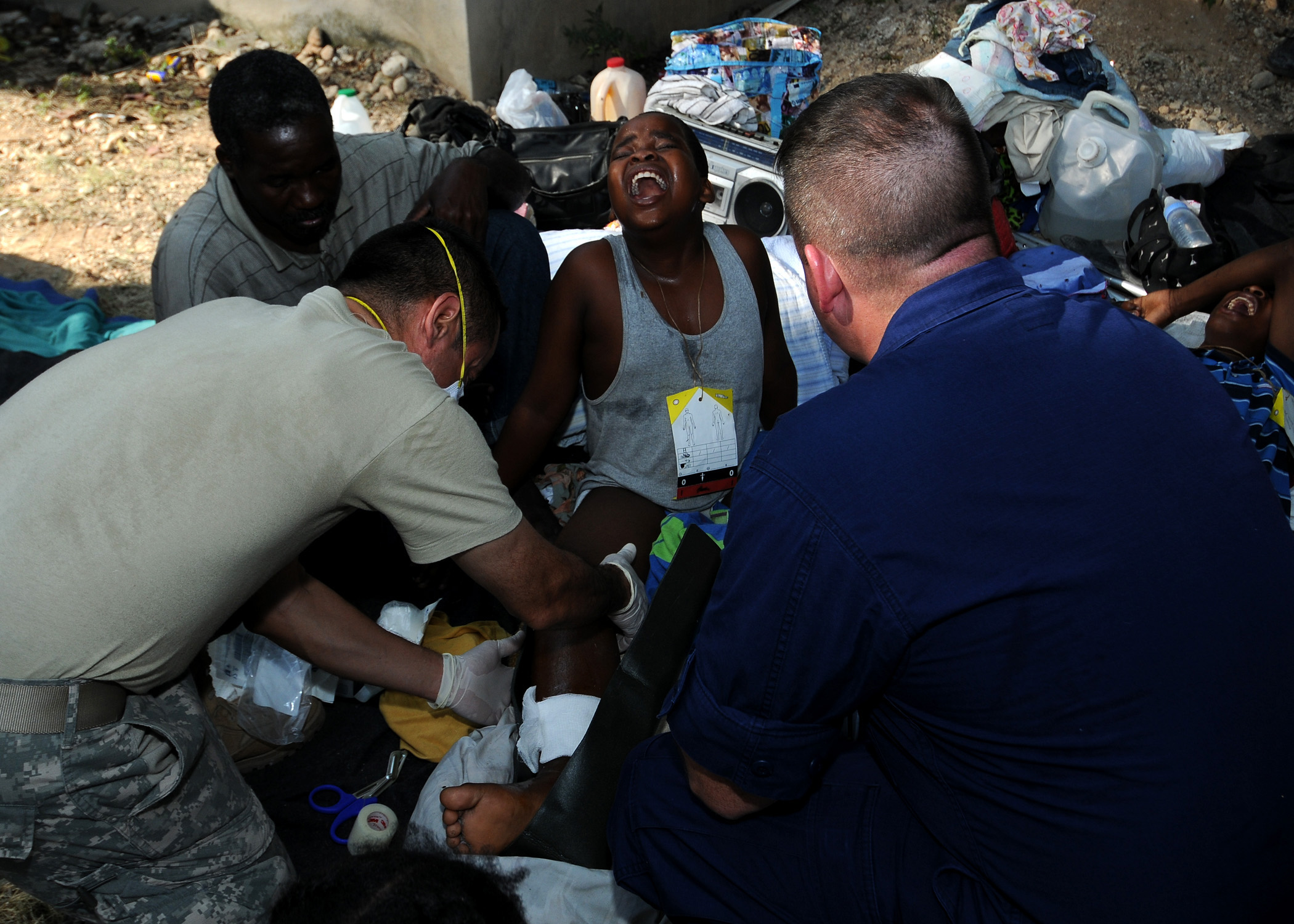
کارمندان پزشکی ارتش آمریکا در تلاش برای کمک به زنی در زمین‌لرزه هائیتی (۲۰۱۰)

همدردی دل‌سوزی یا ترحم، توجه، درک و واکنش انسانی نسبت به پریشانی یا نیاز انسان یا موجود دیگری است. همدردی با همدلی تفاوت دارد. همدلی، درک و اشتراک احساسی با شخص دیگری است اما همدردی نیازی به اشتراک احساس یکسان ندارد و در حکم اهمیت دادن به خوشی یا ناخوشی دیگران است که ممکن است تا داشتن احساسی یگانه گسترش یابد.
هدف همدردی احساس بهتر هیجان‌ها و عواطف شخص دیگر می‌باشد. در همدردی به شخص دیگر کمک می‌کنیم و به او راهکار ارائه می‌دهیم.
اما در همدلی خوب به سخنان شخصی که مشکل دارد گوش می‌دهیم تا بتوانیم به وی کمک کنیم خود را از لحاظ روانی تخلیه کند. همدلی یعنی خود را جای دیگران قرار دادن.